# Hypolycaena etias
Hypolycaena etias är en fjärilsart som beskrevs av Smith 1887. Hypolycaena etias ingår i släktet Hypolycaena och familjen juvelvingar. Inga underarter finns listade i Catalogue of Life.